# Zhurong
Zhurong (kinesiska: 祝融, pinyin: Zhùróng) är Kinas första rover som landat på en annan planet. Den ingår i rymdsonden Tianwen 1 som sänts till Mars på uppdrag av Kinas nationella rymdstyrelse (CNSA).
Rymdsonden sköts upp den 23 juli 2020 och gick in i omloppsbana kring Mars den 10 februari 2021. Landaren som fraktade rovern gjorde en lyckad nedstigning till planetens yta den 14 maj 2021, vilket gjorde Kina till det andra landet efter USA som landat en farkost på Mars och etablerat markkommunikation. Zhurong började framföras den 22 maj 2021, klockan 02:40 UTC.
Farkosten är uppkallad efter eldsanden Zhurong i den kinesiska mytologin.